# Parafia Najświętszej Maryi Panny Niepokalanie Poczętej w Dziadowej Kłodzie
Parafia Najświętszej Maryi Panny Niepokalanie Poczętej w Dziadowej Kłodzie – parafia rzymskokatolicka należąca do dekanatu Syców diecezji kaliskiej. Została utworzona w 1876. Mieści się przy ulicy Kościelnej. Prowadzą ją księża diecezjalni.